# EXOTIQUE
『EXOTIQUE』（エキゾティック）は、中山美穂の4作目のスタジオ・アルバム。1986年12月18日にキングレコードより発売された。なお、これ以降CDも他媒体と同じ発売日となる。規格品番は、LP：K28A-790、CT：K28H-970、CD：K32X-120。

## 概要
帯コピー：キケン!? 美穂のビート・マジック。(通常盤)
美穂のビート・マジックはAround The World（GOLD CD盤） 
異国情緒をテーマとしたアルバム。デビュー曲から多くの曲を提供してきた松本隆（作詞）、筒美京平（作曲）、船山基紀（編曲）による楽曲のみで構成されている。
先行シングル「WAKU WAKUさせて」を収録。B面曲「ハートのスイッチを押して」は、本作では「SWITCH ON（ハートのスイッチを押して）」というタイトルで収録されているが、バージョン違いではない。
2015年10月14日には、中山のデビュー30周年を記念した企画『30th Anniversary Original Album Collection』として、これまでにリリースされたアルバムのうち本作を含む25作品が同日再発売された。
2020年11月20日にはサブスクリプションサービスで配信がスタートした。
2022年8月10日には、本作と『SUMMER BREEZE』『CATCH THE NITE』の3枚のアルバムがSACDハイブリッド盤として商品化され、タワーレコード限定で発売された。このSACDには、「WAKU WAKUさせて」の "PARTY VERSION" と銘打って12インチシングル仕様で発売された「WAKU WAKU SASETE」に収録された同曲のロング・ヴァージョンとインストゥルメンタルをボーナス・トラックとして追加収録している。

## 収録曲

### LP / CT
| 全作詞: 松本隆、全作曲: 筒美京平、全編曲: 船山基紀。 |                              |        |            |      |
| #                                                    | タイトル                     | 作詞   | 作曲・編曲 | 時間 |
| 1.                                                   | 「炎の舞」                   | 松本隆 | 筒美京平   | 4:28 |
| 2.                                                   | 「ペニンシュラ・モーニング」 | 松本隆 | 筒美京平   | 4:09 |
| 3.                                                   | 「黄金海岸」                 | 松本隆 | 筒美京平   | 5:02 |
| 4.                                                   | 「霧のケープコッド」         | 松本隆 | 筒美京平   | 4:46 |
| 5.                                                   | 「WAKU WAKUさせて」          | 松本隆 | 筒美京平   | 3:56 |

| 全作詞: 松本隆、全作曲: 筒美京平、全編曲: 船山基紀。 |                                          |        |            |      |
| #                                                    | タイトル                                 | 作詞   | 作曲・編曲 | 時間 |
| 1.                                                   | 「スウェーデンの城」                     | 松本隆 | 筒美京平   | 3:49 |
| 2.                                                   | 「インカの秘宝」                         | 松本隆 | 筒美京平   | 4:14 |
| 3.                                                   | 「熱い夜」                               | 松本隆 | 筒美京平   | 4:53 |
| 4.                                                   | 「SWITCH ON (ハートのスイッチを押して)」 | 松本隆 | 筒美京平   | 3:52 |
| 5.                                                   | 「時の流れのように」                     | 松本隆 | 筒美京平   | 4:52 |

### CD
| 全作詞: 松本隆、全作曲: 筒美京平、全編曲: 船山基紀。 |                                          |        |            |      |
| #                                                    | タイトル                                 | 作詞   | 作曲・編曲 | 時間 |
| 1.                                                   | 「炎の舞」                               | 松本隆 | 筒美京平   | 4:28 |
| 2.                                                   | 「ペニンシュラ・モーニング」             | 松本隆 | 筒美京平   | 4:09 |
| 3.                                                   | 「黄金海岸」                             | 松本隆 | 筒美京平   | 5:02 |
| 4.                                                   | 「霧のケープコッド」                     | 松本隆 | 筒美京平   | 4:46 |
| 5.                                                   | 「WAKU WAKUさせて」                      | 松本隆 | 筒美京平   | 3:56 |
| 6.                                                   | 「スウェーデンの城」                     | 松本隆 | 筒美京平   | 3:49 |
| 7.                                                   | 「インカの秘宝」                         | 松本隆 | 筒美京平   | 4:14 |
| 8.                                                   | 「熱い夜」                               | 松本隆 | 筒美京平   | 4:53 |
| 9.                                                   | 「SWITCH ON (ハートのスイッチを押して)」 | 松本隆 | 筒美京平   | 3:52 |
| 10.                                                  | 「時の流れのように」                     | 松本隆 | 筒美京平   | 4:52 |

| #   | タイトル                           | 作詞 | 作曲・編曲 | 時間 |
| --- | ---------------------------------- | ---- | ---------- | ---- |
| 11. | 「WAKU WAKU SASETE」(Long Version) |      |            | 6:13 |
| 12. | 「WAKU WAKU SASETE」(Instrumental) |      |            | 6:13 |

### 曲解説
1. 炎の舞
2. ペニンシュラ・モーニング
3. 黄金海岸
4. 霧のケープコッド
5. WAKU WAKUさせて
  - 先行シングルA面曲。中山本人の主演ドラマ『な・ま・い・き盛り』主題歌。
6. スウェーデンの城
7. インカの秘宝
8. 熱い夜
9. SWITCH ON (ハートのスイッチを押して)
  - 「WAKU WAKUさせて」のB面曲。
10. 時の流れのように

## 再発盤
- 1989年12月25日 - GOLD CD（完全限定盤 330A-50085／同アルバムを含む1988年までに発売されたアルバム全てがGOLD CDで完全限定同日発売された）
- 1992年11月21日 - CD（廉価盤 KICS-266）
- 2015年10月14日 - CD（リマスター盤 KICS-3264）
リマスタリング仕様で「30th Anniversary Original Album Collection」として、これまでにリリースしたアルバムのうち25作品を同日再発売[5]。
- 2022年8月10日 - SACD（リマスター盤 NKGD-28）
リマスタリング仕様で、厳選3タイトル同日再発売（タワーレコード及びステレオサウンド限定販売）[6]。SACD層はオリジナル・マスターからに忠実に変換されたSACDマスター(DSD)、CD層はオリジナル・マスターからDSD変換されたデジタル・データを変換したPCMマスターを使用。
  - 監修・サウンド・スーパーバイザー：内沼映二
  - マスタリング・エンジニア：菊地功 / 加藤拓也(ワーナーミュージック・マスタリング)
  - 企画・販売：タワーレコード株式会社
  - 協力：株式会社ステレオサウンド